# 田中晴也
田中 晴也（たなか はるや、2004年6月6日 - ）は、新潟県長岡市出身のプロ野球選手（投手）。右投左打。千葉ロッテマリーンズ所属。

## 経歴

### プロ入り前
長岡市立四郎丸小学校で野球を始め、長岡市立南中学校では軟式野球部に所属。3年時には新潟県選抜に選出され、全国大会で3位の成績を残した。
日本文理高等学校に進学し、1年秋からベンチ入り。2年春からエースとなり、打者としても中軸を担った。同年夏の第103回全国高等学校野球選手権大会に出場し、初戦（2回戦）で敦賀気比と対戦。当時の自己最速となる147km/hを計測したが、8回8失点と打ち込まれ敗れた。3年夏は新潟県大会準決勝で自己最速を更新する150km/hを計測した。同大会で優勝して第104回全国高等学校野球選手権大会に出場したが、海星との1回戦で右手人差し指のマメが潰れて流血するなど本調子ではなく、6回7失点。チームも大敗した。
大学進学も検討していたが、2022年9月9日にプロ志望届を提出し、10月20日に開催されたドラフト会議にて千葉ロッテマリーンズからドラフト3巡目で指名された。11月24日、契約金5000万円、年俸600万円で入団に合意した。背番号は35。担当スカウトは小林敦。

### ロッテ時代
2023年はコンディション不良により出遅れ、キャンプは二軍スタートとなった。体づくりを中心に行い、8月10日のイースタン・リーグ公式戦（対日本ハムファイターズ戦）で実戦デビューを果たした。この年は二軍で5試合に登板し、0勝1敗、防御率1.13の数字を残した。
2024年6月1日の阪神タイガース戦（ZOZOマリンスタジアム）でプロ初先発し、5回無失点の好投を見せた。2度目の登板となった7月3日の北海道日本ハムファイターズ戦（エスコンフィールドHOKKAIDO）で先発し、5回5安打5失点（自責点0）でプロ初勝利を挙げた。同年は4試合に登板し、1勝1敗、防御率1.80を記録。11月19日に500万円増となる推定年俸1100万円で契約を更改した。

## 選手としての特徴
持ち球は最速156km/hのストレート、スライダー、カーブ、フォーク、チェンジアップ。
高校通算20本塁打と打撃でも非凡な才能を見せていたが、プロでは投手一本に絞り、ロッテからも投手としてドラフト指名を受けた。

## 詳細情報

### 年度別投手成績
| 年 度     | 球 団     | 登 板 | 先 発 | 完 投 | 完 封 | 無 四 球 | 勝 利 | 敗 戦 | セ 丨 ブ | ホ 丨 ル ド | 勝 率 | 打 者 | 投 球 回 | 被 安 打 | 被 本 塁 打 | 与 四 球 | 敬 遠 | 与 死 球 | 奪 三 振 | 暴 投 | ボ 丨 ク | 失 点 | 自 責 点 | 防 御 率 | W H I P |
| --------- | --------- | ----- | ----- | ----- | ----- | -------- | ----- | ----- | -------- | ----------- | ----- | ----- | -------- | -------- | ----------- | -------- | ----- | -------- | -------- | ----- | -------- | ----- | -------- | -------- | ------- |
| 2024      | ロッテ    | 4     | 4     | 0     | 0     | 0        | 1     | 1     | 0        | 0           | .500  | 79    | 20.0     | 14       | 2           | 6        | 0     | 0        | 17       | 0     | 0        | 9     | 4        | 1.80     | 1.00    |
| 通算：1年 | 通算：1年 | 4     | 4     | 0     | 0     | 0        | 1     | 1     | 0        | 0           | .500  | 79    | 20.0     | 14       | 2           | 6        | 0     | 0        | 17       | 0     | 0        | 9     | 4        | 1.80     | 1.00    |

- 2024年度シーズン終了時

### 年度別守備成績
| 年 度 | 球 団  | 投手  | 投手  | 投手  | 投手  | 投手  | 投手     |
| 年 度 | 球 団  | 試 合 | 刺 殺 | 補 殺 | 失 策 | 併 殺 | 守 備 率 |
| ----- | ------ | ----- | ----- | ----- | ----- | ----- | -------- |
| 2024  | ロッテ | 4     | 0     | 1     | 0     | 0     | 1.000    |
| 通算  | 通算   | 4     | 0     | 1     | 0     | 0     | 1.000    |

- 2024年度シーズン終了時

### 記録

#### 初記録
投手記録
- 初登板・初先発登板：2024年6月1日、対阪神タイガース2回戦（ZOZOマリンスタジアム）、5回無失点で勝敗つかず[12]
- 初奪三振：同上、1回表に中野拓夢から見逃し三振[12]
- 初勝利・初先発勝利：2024年7月3日、対北海道日本ハムファイターズ14回戦（エスコンフィールドHOKKAIDO）、5回5失点（自責点0）[13]

打撃記録
- 初打席：2025年6月7日、対中日ドラゴンズ2回戦（バンテリンドーム ナゴヤ）、3回表に髙橋宏斗から空振り三振[18]
- 初安打・初打点：同上、5回表に髙橋宏斗から左前2点適時打[19]

### 背番号
- 35（2023年[8] - ）